# Gaspar Páez
Gaspar Enrique Páez (* 16. August 1986 in La Plata) ist ein ehemaliger argentinischer Fußballspieler auf der Position eines Stürmers.

## Karriere
Gaspar Páez debütierte 2007 in Mexikos zweiter Liga bei den UAT Correcaminos. 2009 kehrte er nach Argentinien zurück und spielte kurze Zeit in der Reservemannschaft von Gimnasia y Esgrima La Plata, wechselte 2009 aber zu Boca Unidos in die Primera Nacional B. Danach lief er noch für weitere Klubs in unteren Ligen seines Heimatlandes auf. 2014 sammelte der Offensivakteur bei Deportivo La Guaira in Venezuela weitere Auslandserfahrung. Zum Abschluss seiner Karriere zog es den Argentinier in das Nachbarland Chile, wo er für Deportes Temuco, CD Magallanes und Ñublense auf dem Feld stand. 2017 beendete Páez seine Spielerlaufbahn. Ab 2018 spielte er noch in Amateurligen in Argentinien.